# Камау (провинция)
Камау (на виетнамски: Cà Mau) (буквално: Тъмна вода) е виетнамска провинция разположена в регион Донг Банг Сонг Ку Лонг. На север граничи с провинциите Бак Лиеу и Киен Жианг, на запад с Тайландския залив, а на юг и изток с Южнокитайско море. Населението е 1 226 300 жители (по приблизителна оценка за юли 2017 г.). Административен център е град Камау.

## Административно деление
Провинция Ка Мау се състои от един самостоятелен град-административен център Камау и осем окръга:
- Кай Нуок
- Дам Дой
- Нам Кан
- Нгок Хиен
- Фу Тан
- Тхой Бин
- Чан Ван Тхой
- У Мин